# 飽波女王
飽波女王（あくなみじょおう/あくなみのおおきみ、生年不詳 - 延暦6年3月15日?（787年4月8日?））は、奈良時代の皇族。系譜は不詳だが、光仁天皇の姪で、志貴皇子の孫。官位は散事・従四位上。

## 経歴
光仁朝の宝亀元年（770年）11月、光仁天皇の即位に伴う詔によって、春日宮御宇天皇（志貴皇子）の皇孫として二世王待遇となり、無位から従四位下に直叙される。桓武朝の延暦2年（783年）同じく志貴皇子の孫である尾張女王とともに従四位上に昇叙される。延暦6年（787年）3月、散事のまま卒。

## 官歴
『続日本紀』による
- 宝亀元年（770年） 11月6日：従四位下（直叙）
- 延暦2年（783年） 2月5日：従四位上
- 延暦6年（787年） 3月15日?：卒去